# Bulbophyllum rarum
Bulbophyllum rarum är en orkidéart som beskrevs av Rudolf Schlechter. Bulbophyllum rarum ingår i släktet Bulbophyllum och familjen orkidéer. Inga underarter finns listade i Catalogue of Life.